# Escândalo do Crédit Mobilier

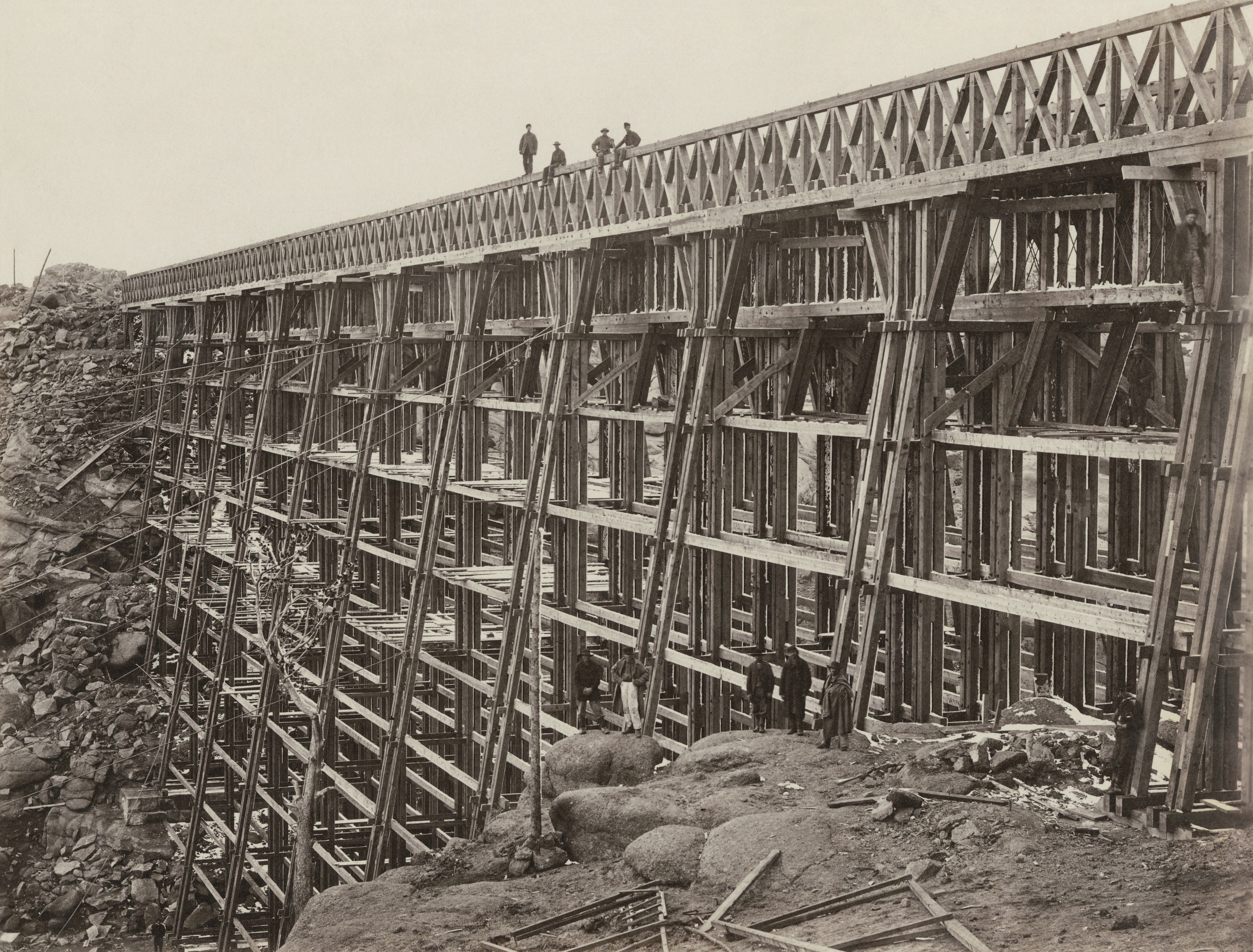
Dale Creek Crossing, concluído em 1868 como parte da Primeira Ferrovia Transcontinental

O escândalo do Crédit Mobilier, que chamou a atenção do público em 1872, foi uma fraude em duas partes conduzida de 1864 a 1867 pela Union Pacific Railroad e a construtora Crédit Mobilier of America na construção da parte oriental da Primeira Ferrovia Transcontinental. A história foi contada pelo The New York Sun durante a campanha de 1872 de Ulysses S. Grant.
Primeiro, uma empresa fraudulenta, Crédit Mobilier of America, foi criada por executivos da Union Pacific para inflar enormemente os custos de construção. Embora a construção da ferrovia tenha custado apenas US$ 50 milhões, o Crédit Mobilier faturou US$ 94 milhões e os executivos da Union Pacific embolsaram o excesso de US$ 44 milhões. Então, parte do excesso de caixa e US$ 9 milhões em ações com desconto foram usados para subornar vários políticos de Washington por leis, financiamento e decisões regulatórias favoráveis à Union Pacific.
O escândalo afetou negativamente a carreira de muitos políticos e quase levou a Union Pacific à falência. O escândalo causou desconfiança generalizada do público no Congresso e no governo federal durante a Idade de Ouro.